# Akrocilindropepsin
Akrocilindropepsin (EC 3.4.23.28, Acrocylindrium proteinaza, Acrocylindrium kiselinska proteinaza) je enzim. Ovaj enzim katalizuje sledeću hemijsku reakciju
Postoji preferencija za hidrofobne ostatake u P1 i P1'. Dejstvo na B lanac insulina je generalno slično sa pepsinom A, ali dolazi i do razlaganja  i , mada ne 
Ovaj enzim je prisutan u glivi Acrocylindrium sp.

## Literatura
- Nicholas C. Price; Lewis Stevens (1999). Fundamentals of Enzymology: The Cell and Molecular Biology of Catalytic Proteins (Third изд.). USA: Oxford University Press. ISBN 019850229X.
- Eric J. Toone (2006). Advances in Enzymology and Related Areas of Molecular Biology, Protein Evolution (Volume 75 изд.). Wiley-Interscience. ISBN 0471205036.
- Branden C; Tooze J. Introduction to Protein Structure. New York, NY: Garland Publishing. ISBN 0-8153-2305-0.
- Irwin H. Segel. Enzyme Kinetics: Behavior and Analysis of Rapid Equilibrium and Steady-State Enzyme Systems (Book 44 изд.). Wiley Classics Library. ISBN 0471303097.

## Spoljašnje veze
- Acrocylindropepsin на 